# L.C. Peterson-Broddas Minneslöpning
L.C. Peterson-Broddas Minneslöpning är ett travlopp som körs på Jägersro i Malmö i Skåne län varje år i mitten av april sedan 1967. Det brukar ingå som ett Gulddivisionslopp och är ett av uttagningsloppen inför Paralympiatravet.
Loppet körs över medeldistansen 2 140 meter med autostart. Förstapris är 150 000 kronor.

## Vinnare
| År   | Häst             | Kusk                  | Tränare               | Tid    | Odds | Tvåa              | Trea               |
| ---- | ---------------- | --------------------- | --------------------- | ------ | ---- | ----------------- | ------------------ |
| 2024 | Bengurion Jet    | Alessandro Gocciadoro | Alessandro Gocciadoro | 1.10,6 | 1,64 | Unico Broline     | Indy Rock          |
| 2023 | Emoji            | Flemming Jensen       | Flemming Jensen       | 1.11,8 | 6,91 | Toto Barosso      | Bandit Brick       |
| 2022 | Upstate Face     | Adrian Kolgjini       | Adrian Kolgjini       | 1.12,7 | 3,06 | Pacific Face      | Diamanten          |
| 2021 | Racing Mange     | Joakim Lövgren        | Joakim Lövgren        | 1.12,2 | 2,17 | Cyber Lane        | Floris Baldwin     |
| 2020 | Cyber Lane       | Johan Untersteiner    | Johan Untersteiner    | 1.11,4 | 4,15 | Velvet Gio        | Tae Kwon Deo       |
| 2019 | Day or Night In  | Peter Untersteiner    | Johan Untersteiner    | 1.11,4 | 9,57 | Cyber Lane        | Racing Mange       |
| 2018 | Day or Night In  | Johan Untersteiner    | Johan Untersteiner    | 1.11,7 | 2,45 | Dante Boko        | Mindyourvalue W.F. |
| 2017 | Spring Erom      | Christoffer Eriksson  | Dan Widegren          | 1.11,3 | 8,97 | VästerboontheNews | Fire To The Rain   |
| 2016 | Mosaique Face    | Lutfi Kolgjini        | Lutfi Kolgjini        | 1.11,9 | 2,63 | Spartan Kronos    | VästerboontheNews  |
| 2015 | Noras Bean       | Stefan Söderkvist     | Ulf Stenströmmer      | 1.11,1 | 4,44 | Maven             | El Mago Pellini    |
| 2014 | Noras Bean       | Stefan Söderkvist     | Ulf Stenströmmer      | 1.11,7 | 2,98 | Mr Picolit        | On Track Piraten   |
| 2013 | Sebastian K.     | Åke Svanstedt         | Åke Svanstedt         | 1.14,3 | 1,11 | Persos Seaman     | Clear Sign         |
| 2012 | Quarcio du Chene | Björn Goop            | Björn Goop            | 1.13,5 | 2,13 | Eliott Hall       | Wishing Stone      |
| 2011 | Marshland        | Örjan Kihlström       | Stefan Hultman        | 1.13,6 | 4,08 | Strong Boy D.E.   | Beastar            |
| 2010 | Torvald Palema   | Åke Svanstedt         | Åke Svanstedt         | 1.13,7 | 1,32 | Copper Beech      | Lys Petteviniere   |
| 2009 | Triton Sund      | Örjan Kihlström       | Stefan Hultman        | 1.13,2 | 2,01 | Colombian Necktie | Adams Hall         |
| 2008 | Going Kronos     | Lutfi Kolgjini        | Lutfi Kolgjini        | 1.12,9 | 3,84 | Kito du Vivier    | Go On Pale         |